# Taça de Portugal 1985/86
Die Taça de Portugal 1985/86 war die 46. Austragung des portugiesischen Pokalwettbewerbs. Er wurde vom portugiesischen Fußballverband ausgetragen. Pokalsieger wurde Titelverteidiger Benfica Lissabon, das sich im Finale gegen Belenenses Lissabon durchsetzte. Benfica qualifizierte sich damit für den Europapokal der Pokalsieger 1986/87.
Alle Begegnungen wurden in einem Spiel ausgetragen. Bei unentschiedenem Ausgang wurde zur Ermittlung des Siegers eine Verlängerung gespielt. Stand danach kein Sieger fest, wurde das Spiel wiederholt, eventuell mit Verlängerung und Elfmeterschießen.

## Teilnehmende Teams
| Primeira Divisão (16) | Segunda Divisão (48) | Segunda Divisão (48) | Segunda Divisão (48) |
| --- | --- | --- | --- |
| - Académica de Coimbra - Belenenses Lissabon - Benfica Lissabon - Sporting Braga - Boavista Porto - GD Chaves - SC Covilhã - Desportivo Aves - Marítimo Funchal - FC Penafiel - Portimonense SC - FC Porto - SC Salgueiros - Sporting Lissabon - Vitória Guimarães - Vitória Setúbal | - Académico de Viseu FC - RD Águeda - GC Alcobaça - Amarante FC - Atlético CP - FC Barreirense - SC Beira-Mar - Caldas SC - CD Cova da Piedade - O Elvas CAD - SC Espinho - GD Estoril Praia - CF Estrela Amadora - SC Estela Portalegre - AD Fafe - FC Famalicão                                                                                 | - SC Farense - CD Feirense - FC Felgueiras - Gil Vicente FC - Juventude Évora - Leixões SC - Lusitânia Lourosa - Lusitano GC Évora - GD Mangualde - CD Montijo - Moreirense FC - Nacional Funchal - SC Olhanense - Clube Oriental de Lisboa - FC Paços de Ferreira - USC Paredes | - GD Peniche - Rio Ave FC - SG Sacavenense - Silves FC - FC Tirsense - GD Torralta - União de Almeirim - SC União Torreense - União de Coimbra - União Leiria - União Madeira - UD Santarém - Sport Viseu e Benfica - Varzim SC - SC Vianense - FC Vizela |
| Terceira Divisão (96) | | | |
| - Águias Alpiarça - SC Alba - CD Alcains - SC Mineiro Aljustrelense - Almada AC - GD Alvaiázere - Amora FC - Anadia FC - GD da Quimigal Barreiro - SCE Bombarralense - GD Bragança - AC Cacém - GD Cachão - SC Campomaiorense - Juventude Campinense - Benfica e Castelo Branco - FC Cesarense - União Futebol Comércio e Indústria - Eléctrico Ponte de Sor - CF OS Elvenses - Ermesinde SC - CF Estremoz - CF Esperança Lagos - AD Esposende | - CD Estarreja - Estrela Vendas Novas - SL Fanhões - CD Fátima - SC Freamunde - AD Fundão - CD Gouveia - AD Guarda - GD Guiense - Imortal DC - FC Infesta - GD Joane - SC Lamego - AD Limianos - FC Lixa - Louletano DC - AD Lousada - CD Lousanense - SC Lusitânia - CD Luso - CA Macedo de Cavaleiros - FC Marco - CF Marialvas - AC Marinhense | - GD Mealhada - Merelinense FC - SC Mirandela - UR Mirense - Desportivo Monção - Moura AC - Naval 1º de Maio - GD Nazarenos - Odivelas FC - SL Olivais - CD Olivais e Moscavide - Oliveira do Bairro SC - CF Oliveira do Douro - FC Oliveira Hospital - UD Oliveirense - AD Ovarense - SC Penalva Castelo - AD Poiares - AD Ponte da Barca - CD Portalegrense - SC Praiense - CDR Quarteirense - SC Régua - UD Rio Maior | - CD Santa Clara - Santa Maria FC - AR São Martinho - FC Seixal - GD Samora Correia - AD Sanjoanense - GD Sesimbra - CD Trofense - União Lamas - União de Montemor - União Santiago do Cacém - GD Santacombadense - Sport União Sintrense - GD Usseira - CA Valdevez - SC Valenciano - UD Valonguense - Vasco da Gama AC - GD Vialonga - Vieira SC - UD Vilafranquense - SC Vilanovense - CF Os Vilanovenses - SC Vila Real |
| Distrikte (31) | | | |
| - FC Amares - Estrela Almeida - FC Alverca - AA Avanca - GD Baira-Mar - AC Bougadense - Sporting Cuba - UD Cancela | - Casa Pia AC - SC Celoricense - Fiães SC - AC Fronteirense - Recreativo Grandolense - SC Horta - Lanhelas FC - FC Maia | - CA Mirandense - Mondinense FC - CRD Moreirense - SL Nelas - GD Pescadores - CD Portosantense - GD Portel - CQC Quiaios | - Tortosendo Benfica - CD Torres Novas - GD Valpaços - União Micaelense - GD Valcovense - ID Vieirense - FC Vinhais |

## 1. Runde
Die Vereine der Primeira und Segunda Divisão stiegen erst in der 2. Runde ein. Die Spiele fanden am 13. und 14. Oktober 1985 statt.
Freilos: GD Baira-Mar
|                                    | Ergebnis  |                          |
| ---------------------------------- | --------- | ------------------------ |
| Amora FC                           | 3:1       | GD da Quimigal Barreiro  |
| GD Nazarenos                       | 3:0       | Tortosendo Benfica       |
| UD Oliveirense                     | 1:0       | AC Marinhense            |
| CD Fátima                          | 3:0       | CD Lousanense            |
| GD Pescadores                      | 2:0       | CF OS Elvenses           |
| AD Poiares                         | 1:0       | UR Mirense               |
| CD Olivais e Moscavide             | 0:0 n. V. | FC Seixal                |
| SC Penalva Castelo                 | 2:1       | UD Cancela               |
| Naval 1º de Maio                   | 5:2       | CF Os Vilanovenses       |
| FC Marco                           | 2:0       | SC Lamego                |
| CA Macedo de Cavaleiros            | 3:1       | CF Oliveira do Douro     |
| União Micaelense                   | 0:1       | SC Lusitânia             |
| Desportivo Monção                  | 0:1       | FC Cesarense             |
| CD Portalegrense                   | 3:1       | GD Alvaiázere            |
| CRD Moreirense                     | 0:1       | Fiães SC                 |
| SL Nelas                           | 1:0       | GD Valcovense            |
| CD Torres Novas                    | 2:4       | SC Praiense              |
| Sport União Sintrense              | 0:1       | CD Portosantense         |
| Vieira SC                          | 1:1 n. V. | AD Ponte da Barca        |
| CD Trofense                        | 4:2       | AR São Martinho          |
| União Santiago do Cacém            | 1:0       | CDR Quarteirense         |
| SC Vilanovense                     | 1:0       | FC Amares                |
| ID Vieirense                       | 0:2       | SCE Bombarralense        |
| SC Régua                           | 2:1       | Mondinense FC            |
| Ermesinde SC                       | 5:0       | SC Mirandela             |
| UD Rio Maior                       | 1:1 n. V. | CD Estarreja             |
| CQC Quiaios                        | 2:4       | Águias Alpiarça          |
| GD Samora Correia                  | 1:1 n. V. | SL Olivais               |
| SC Alba                            | 2:1       | CD Torres Novas          |
| SC Campomaiorense                  | 1:0       | CF Esperança Lagos       |
| Lanhelas FC                        | 0:9       | UD Valonguense           |
| GD Joane                           | 7:3       | SC Celoricense           |
| Moura AC                           | 0:3       | CF Estremoz              |
| CA Mirandense                      | 3:1 n. V. | GD Santacombadense       |
| CA Valdevez                        | 4:1       | FC Maia                  |
| AA Avanca                          | 1:0       | GD Usseira               |
| AC Bougadense                      | 2:2 n. V. | AD Limianos              |
| Benfica e Castelo Branco           | 3:1       | Oliveira do Bairro SC    |
| AC Fronteirense                    | 0:1       | GD Vialonga              |
| AC Cacém                           | 1:0       | União de Montemor        |
| AD Sanjoanense                     | 0:0 n. V. | FC Lixa                  |
| AD Ovarense                        | 0:0 n. V. | Merelinense FC           |
| GD Valpaços                        | 0:2       | Santa Maria FC           |
| Almada AC                          | 2:2 n. V. | Vasco da Gama AC         |
| FC Alverca                         | 2:0       | GD Sesimbra              |
| Estrela Almeida                    | 0:1       | Eléctrico Ponte de Sor   |
| GD Bragança                        | 7:0       | FC Vinhais               |
| GD Cachão                          | 0:1       | AD Lousada               |
| GD Mealhada                        | 0:2       | GD Guiense               |
| SC Freamunde                       | 3:1       | União Lamas              |
| Recreativo Grandolense             | 1:1 n. V. | UD Vilafranquense        |
| AD Guarda                          | 3:0       | CF Marialvas             |
| FC Infesta                         | 1:2       | SC Vila Real             |
| SC Horta                           | 0:1       | Louletano DC             |
| Odivelas FC                        | 3:0       | SC Mineiro Aljustrelense |
| Anadia FC                          | 3:1       | AD Fundão                |
| Casa Pia AC                        | 5:1       | Estrela Vendas Novas     |
| Juventude Campinense               | 0:2       | Imortal DC               |
| CD Gouveia                         | 1:2       | FC Oliveira Hospital     |
| CD Luso                            | 6:0       | CD Alcains               |
| Sporting Cuba                      | 2:2 n. V. | SL Fanhões               |
| União Futebol Comércio e Indústria | 0:1       | CD Santa Clara           |
| AD Esposende                       | 1:0       | SC Valenciano            |

### Wiederholungsspiele
|                   | Ergebnis              |                        |
| ----------------- | --------------------- | ---------------------- |
| CD Estarreja      | 8:0                   | UD Rio Maior           |
| CF Estremoz       | 3:0                   | Moura AC               |
| FC Lixa           | 3:0                   | AD Sanjoanense         |
| Merelinense FC    | 1:1 n. V. (4:5 i. E.) | AD Ovarense            |
| Vasco da Gama AC  | 0:1                   | Almada AC              |
| UD Vilafranquense | 1:0                   | Recreativo Grandolense |
| AD Ponte da Barca | 0:0 n. V. (4:5 i. E.) | Vieira SC              |
| FC Seixal         | 4:3                   | CD Olivais e Moscavide |
| SL Fanhões        | 4:0                   | Sporting Cuba          |
| SL Olivais        | 1:0                   | GD Samora Correia      |
| AD Limianos       | 0:1                   | AC Bougadense          |

## 2. Runde
Die Spiele fanden am 16. und 17. November 1985 statt.
|                          | Ergebnis  |                          |
| ------------------------ | --------- | ------------------------ |
| SC Campomaiorense        | 1:1 n. V. | FC Paços de Ferreira     |
| GD Nazarenos             | 0:1       | CD Luso                  |
| Clube Oriental de Lisboa | 3:1       | Louletano DC             |
| RD Águeda                | 0:1       | FC Porto                 |
| SC Salgueiros            | 1:1 n. V. | SG Sacavenense           |
| SC Alba                  | 2:0       | FC Cesarense             |
| Nacional Funchal         | 2:2 n. V. | Anadia FC                |
| Rio Ave FC               | 1:0       | Sport Viseu e Benfica    |
| Lusitano GC Évora        | 3:1       | CD Fátima                |
| Juventude Évora          | 1:2       | FC Marco                 |
| GD Joane                 | 4:0       | Santa Maria FC           |
| Leixões SC               | 0:0 n. V. | Atlético CP              |
| SC Lusitânia             | 4:1       | FC Oliveira Hospital     |
| Caldas SC                | 4:0       | Odivelas FC              |
| Lusitânia Lourosa        | 1:2       | Vitória Setúbal          |
| CA Macedo de Cavaleiros  | 3:1       | SC Penalva Castelo       |
| Portimonense SC          | 5:0       | Benfica e Castelo Branco |
| União Santiago do Cacém  | 2:0       | SCE Bombarralense        |
| União Madeira            | 6:0       | SL Nelas                 |
| UD Vilafranquense        | 0:1       | CA Valdevez              |
| USC Paredes              | 1:0       | SC Vila Real             |
| SC Vilanovense           | 0:1       | UD Santarém              |
| GD Vialonga              | 1:0       | Naval 1º de Maio         |
| União Leiria             | 0:2       | SC Espinho               |
| União de Almeirim        | 1:0       | Santa Maria FC           |
| SC Praiense              | 1:3       | CA Mirandense            |
| Imortal DC               | 3:4       | SC Vila Real             |
| Varzim SC                | 2:0       | FC Tirsense              |
| SC Vianense              | 4:0       | SC Freamunde             |
| SC União Torreense       | 2:0       | CD Feirense              |
| FC Seixal                | 1:2       | Ermesinde SC             |
| SC Farense               | 3:1       | AD Fafe                  |
| GD Guiense               | 2:2 n. V. | União de Coimbra         |
| GD Bragança              | 2:1       | FC Felgueiras            |
| AC Bougadense            | 3:1       | GD Torralta              |
| Casa Pia AC              | 0:4       | Vitória Guimarães        |
| Desportivo Aves          | 4:1       | AD Poiares               |
| CF Estrela Amadora       | 0:1       | FC Barreirense           |
| Eléctrico Ponte de Sor   | 1:2       | Sporting Lissabon        |
| Belenenses Lissabon      | 4:1       | Silves FC                |
| GD Baira-Mar             | 0:2       | CD Portalegrense         |
| AD Lousada               | 1:0       | UD Oliveirense           |
| Académica de Coimbra     | 2:1       | CD Cova da Piedade       |
| Águias Alpiarça          | 0:2       | AD Esposende             |
| FC Alverca               | 0:2       | Benfica Lissabon         |
| AC Cacém                 | 0:2       | O Elvas CAD              |
| CF Estremoz              | 1:4       | CD Trofense              |
| SC Estela Portalegre     | 3:0       | GD Pescadores            |
| GD Peniche               | 1:0       | SC Covilhã               |
| GD Chaves                | 6:2       | SC Beira-Mar             |
| CD Portosantense         | 1:1 n. V. | Almada AC                |
| Gil Vicente FC           | 1:2       | Boavista Porto           |
| AD Guarda                | 1:2       | GD Mangualde             |
| GD Estoril Praia         | 2:1       | CD Estarreja             |
| GC Alcobaça              | 3:0       | FC Lixa                  |
| FC Famalicão             | 2:2 n. V. | UD Valonguense           |
| Amarante FC              | 3:0       | AA Avanca                |
| FC Penafiel              | 5:0       | AD Ovarense              |
| Moreirense FC            | 1:0       | SL Fanhões               |
| FC Vizela                | 2:0       | SC Olhanense             |
| Fiães SC                 | 0:1       | Académico de Viseu FC    |
| CD Montijo               | 1:2       | Marítimo Funchal         |
| Sporting Braga           | 3:0       | SC Régua                 |
| SL Olivais               | 1:0       | Amora FC                 |

### Wiederholungsspiele
|                      | Ergebnis              |                   |
| -------------------- | --------------------- | ----------------- |
| União de Coimbra     | 5:1                   | GD Guiense        |
| UD Valonguense       | 0:2                   | FC Famalicão      |
| Anadia FC            | 1:1 n. V. (4:2 i. E.) | Nacional Funchal  |
| Atlético CP          | 2:1                   | Leixões SC        |
| Almada AC            | 4:2                   | CD Portosantense  |
| SG Sacavenense       | 1:0                   | SC Salgueiros     |
| FC Paços de Ferreira | 3:1                   | SC Campomaiorense |

## 3. Runde
Die Spiele fanden am 14. und 15. Dezember 1985 statt.
|                          | Ergebnis  |                       |
| ------------------------ | --------- | --------------------- |
| Clube Oriental de Lisboa | 0:3       | Sporting Braga        |
| CD Portalegrense         | 1:1 n. V. | FC Lixa               |
| Rio Ave FC               | 3:0       | Caldas SC             |
| O Elvas CAD              | 1:1 n. V. | Amarante FC           |
| Marítimo Funchal         | 2:1 n. V. | Desportivo Aves       |
| Lusitano GC Évora        | 0:1       | Vitória Guimarães     |
| CA Macedo de Cavaleiros  | 0:3       | FC Paços de Ferreira  |
| Ermesinde SC             | 1:1 n. V. | União de Almeirim     |
| SC Farense               | 3:1       | Atlético CP           |
| União Santiago do Cacém  | 0:2       | Vitória Setúbal       |
| GD Vialonga              | 0:0 n. V. | UD Santarém           |
| União de Coimbra         | 2:1       | AC Bougadense         |
| Sporting Lissabon        | 3:0       | GD Bragança           |
| Varzim SC                | 0:0 n. V. | SC Alba               |
| SC Vianense              | 3:2       | Académico de Viseu FC |
| GD Joane                 | 1:2       | Vieira SC             |
| GD Peniche               | 2:1       | CD Trofense           |
| CA Mirandense            | 1:2       | SC Lusitânia          |
| CA Valdevez              | 2:1       | SG Sacavenense        |
| Almada AC                | 2:1       | FC Famalicão          |
| AD Lousada               | 0:1       | USC Paredes           |
| Académica de Coimbra     | 2:0       | FC Marco              |
| AD Esposende             | 0:0 n. V. | FC Barreirense        |
| Belenenses Lissabon      | 2:0       | FC Vizela             |
| Benfica Lissabon         | 5:0       | SL Olivais            |
| GD Estoril Praia         | 2:1       | Anadia FC             |
| GD Mangualde             | 0:0 n. V. | SC União Torreense    |
| FC Porto                 | 10:10     | SC Estela Portalegre  |
| FC Penafiel              | 2:2 n. V. | SC Espinho            |
| CD Luso                  | 1:3       | Portimonense SC       |
| Moreirense FC            | 1:1 n. V. | GD Chaves             |
| União Madeira            | 1:0 n. V. | Boavista Porto        |

### Wiederholungsspiele
|                    | Ergebnis              |                  |
| ------------------ | --------------------- | ---------------- |
| GD Chaves          | 4:1                   | Moreirense FC    |
| União de Almeirim  | 2:1 n. V.             | Ermesinde SC     |
| UD Santarém        | 1:1 n. V. (2:4 i. E.) | GD Vialonga      |
| SC União Torreense | 2:1 n. V.             | GD Mangualde     |
| SC Espinho         | 0:2                   | FC Penafiel      |
| FC Barreirense     | 0:0 n. V. (4:3 i. E.) | AD Esposende     |
| FC Lixa            | 2:0                   | CD Portalegrense |
| Amarante FC        | 2:0                   | O Elvas CAD      |

## 4. Runde
Die Spiele fanden am 24. und 25. Januar 1986 statt.
|                      | Ergebnis |                      |
| -------------------- | -------- | -------------------- |
| FC Porto             | 3:0      | GD Estoril Praia     |
| Benfica Lissabon     | 6:0      | GD Vialonga          |
| Sporting Lissabon    | 6:0      | União de Coimbra     |
| Vieira SC            | 1:2      | GD Peniche           |
| SC União Torreense   | 0:1      | FC Lixa              |
| Vitória Guimarães    | 5:0      | Amarante FC          |
| SC Vianense          | 1:2      | Sporting Braga       |
| União Madeira        | 5:1      | USC Paredes          |
| Varzim SC            | 2:1      | SC Farense           |
| Belenenses Lissabon  | 4:0      | Vitória Setúbal      |
| CA Valdevez          | 1:2      | FC Barreirense       |
| FC Penafiel          | 3:1      | União de Almeirim    |
| SC Lusitânia         | 0:1      | FC Paços de Ferreira |
| Rio Ave FC           | 0:2      | Portimonense SC      |
| Marítimo Funchal     | 0:1      | GD Chaves            |
| Académica de Coimbra | 2:0      | Almada AC            |

## Achtelfinale
Die Spiele fanden am 11., 12. Februar 1986 statt.
|                      | Ergebnis |                   |
| -------------------- | -------- | ----------------- |
| Sporting Lissabon    | 2:1      | FC Barreirense    |
| GD Peniche           | 0:1      | Varzim SC         |
| União Madeira        | 0:1      | FC Penafiel       |
| GD Chaves            | 2:1      | Portimonense SC   |
| Benfica Lissabon     | 2:1      | FC Porto          |
| Académica de Coimbra | 1:0      | Vitória Guimarães |
| Belenenses Lissabon  | 4:0      | FC Lixa           |
| FC Paços de Ferreira | 0:1      | Sporting Braga    |

## Viertelfinale
Die Spiele fanden am 12. März 1986 statt.
|                      | Ergebnis  |                   |
| -------------------- | --------- | ----------------- |
| Sporting Braga       | 3:2 n. V. | Varzim SC         |
| Benfica Lissabon     | 5:0       | Sporting Lissabon |
| Belenenses Lissabon  | 1:1 n. V. | GD Chaves         |
| Académica de Coimbra | 1:1 n. V. | FC Penafiel       |

### Wiederholungsspiel
|           | Ergebnis              |                     |
| --------- | --------------------- | ------------------- |
| GD Chaves | 0:0 n. V. (3:4 i. E.) | Belenenses Lissabon |

## Halbfinale
Die Spiele fanden am 9. April 1986 statt.
|                     | Ergebnis  |                  |
| ------------------- | --------- | ---------------- |
| FC Penafiel         | 0:0 n. V. | Benfica Lissabon |
| Belenenses Lissabon | 2:0       | Sporting Braga   |

### Wiederholungsspiel
|                  | Ergebnis |             |
| ---------------- | -------- | ----------- |
| Benfica Lissabon | 4:1      | FC Penafiel |

## Finale
| Paarung             | Benfica Lissabon – Belenenses Lissabon |
| Ergebnis            | 2:0 (1:0) |
| Datum               | 27. April 1986 |
| Stadion             | Estádio Nacional, Oeiras |
| Schiedsrichter      | Vítor Correia |
| Tore                | 1:0 Adelino Nunes (35.) 2:0 Rui Águas (69.) |
| Benfica Lissabon    | Manuel Bento – António Oliveira, Samuel Quina, Álvaro Magalhães, António Veloso – Shéu, Diamantino Miranda, Adelino Nunes (69. Rui Pedro) – Wando, Rui Águas, Michael Manniche (75. José Luís) Cheftrainer: John Mortimore ( England) |
| Belenenses Lissabon | Jorge Martins – Artur, Luís Sobrinho, Joaquim Murça (62. Jorge Silva), Alberto Fonseca – Canito, Paulo Monteiro, Jaime Mercês , Wanjo Kostow – Luís Norton de Matos (51. Djão), Joel Almeida Cheftrainer: Henri Depireux ( Belgien)   |
| Gelbe Karten        | keine – Joel Almeida |